# Suprovat Chakravarty
Suprovat Chakravarty (nascido em 28 de novembro de 1931) é um ex-ciclista olímpico indiano. Chakravarty representou sua nação em quatro eventos nos Jogos Olímpicos de Verão de 1952, em Helsinque.